# Gustav Schäfer
Gustav Schäfer (Magdeburg, Alemania, 8 de septiembre de 1988) es el baterista de la banda alemana Tokio Hotel.
Cuando tenía 13 años conoció a Bill Kaulitz y Tom Kaulitz (Vocalista y Guitarrista), y luego les presentó a Georg Listing (Bajista).

## Biografía
Nació el 8 de septiembre de 1988 en Magdeburg en Alemania bajo el nombre de Gustav Klaus Wolfgang Schäfer.
Tiene una hermana mayor que él, y un perro llamado 'Bruno'.
Habla alemán, ruso e inglés.
Comenzó a tocar la batería en 1993 cuando tenía 5 años. Su ídolo es Lars Ullrich de Metallica.
En diciembre de 2014 se casó con su mujer Linda. El 25 de mayo de 2016 nació su primera hija.

## Tokio Hotel
Los gemelos Tom y Bill fueron alentados musicalmente por su padrastro Gordon Trümper, guitarrista aficionado. En una aparición en el año 1995 en su ciudad natal, Magdeburg, Gustav Schäfer y Georg Listing los vieron tocar con teclados en vez de con bajo y batería, y decidieron unirse a ellos. El resultado fue la fundación de la banda, que originariamente se llamaba "Devilish" y cuyo nombre cambiarían al firmar con  Sony BMG en 2003, su primera discográfica. por la  Empezaron tocando por pequeños clubs urbanos e incluso alquilaron un estudio, aunque no produjeron ningún álbum en él
Los integrantes son Georg listing,Gustav schafer,Tom kaulitz,Bill kaulitz.

## Batería
Gustav usa platillos Meinl y sus preferidos son los MB20.
El resto de la batería es Tama.
Dice que empezó desde muy pequeño a tocar la batería.
"siempre por la noche, durante la cena, tocaba debajo de la mesa, así que mi padre me dijo: “Ok, ve con tu comida, puedes comer en el suelo”. Luego, después creo que 2 o 3 meses me llevo a una escuela de música" comento en una entrevista "y el profesor me dijo: “Si eres muy pequeño”, yo tenía 4 años y medio y era demasiado pequeño, y mi padre le dijo al profesor que jugaba con cualquier cosa… si ese fue mi comienzo en la batería."

## Álbumes
- "Schrei" - 2005 (1.er disco de estudio)
- "Schrei: So laut du kannst" - 2006 (reedición de Schrei)
- "Zimmer 483" - 2007 (2.º disco de estudio)
- "Scream" - 2007 (compilatorio)Eve de Kaulitz
- "Zimmer 483 - Live In Europe" - 2007
- "Humanoid" - 06/10/2009 (3.er disco de estudio)
- "Best Of Tokio Hotel" - 2010
- "Kings Of Suburbia" - 2014
- Dream Machine - 2017
- 2001 - 2022

## Sencillos
- "Durch den Monsun"
- "Schrei"
- "Rette mich"
- "Rescue me"
- "Der letzte Tag"
- "Übers Ende der Welt"
- "Spring nicht"
- "schrwaz"
- "Black"
- "Monsoon"
- "geh"
- "An deiner Seite"
- "Ready, set, go!"
- "Scream"
- "Don't jump"
- "By Your Side"
- "Heilig"
- "Automatisch"
- "Automatic"
- "Lass Uns Laufen"
- "World Behind My Wall"
- "Darkside Of The Sun"
- "Bad Love"

## DVD
- Leb die Sekunde - 2005
- Schrei - Live - 2006
- Zimmer 483 - Live in Europe - 2007
- Caught on camera - 2008
- Humanoid City Tour - Live - 2010
- " Best Of "-2011